# 沈萃楨
沈萃楨（？—？），字君聚，號裒中，浙江嘉興府平湖縣人，明朝政治人物。

## 生平
萬曆四十一年（1613年）癸丑科二甲第二十七名進士。授工部主事，榷稅荊州，盡革諸小稅名目，以羨金在沙市築堤，稱沈公堤，升南京兵部員外郎，升郎中，四十七年（1619年）二月出為蘇州府知府，識長洲縣人文震孟、陳仁錫於未第時，親詣其門，修主客禮。天啟二年（1622年）二月舉卓異，賜宴禮部，升福建按察司副使、分巡興泉，紅夷進犯銅山千戶所，直攻中左千戶所，沈萃楨移駐同安縣，身冒矢石，出奇兵截擊，五個月後平定，升福建布政使司參政，以親老乞歸。任蘇州府知府時，吳江縣知縣曹欽程贜私狼藉，以濫刑博得強項名聲，應天巡撫周起元原被其所惑，沈萃楨羅列其貪跡，被周起元論劾謫順天府教授，其後曹欽程諂媚魏忠賢後升太僕寺少卿，乘機報復，沈萃楨降職三級，崇禎元年（1628年）刑科給事中張國維論劾曹欽程之罪，中有參清正府官之語，崇禎帝問府官何人，張國維稱：“沈萃楨為曹欽程所劾，則其人可知。與周宗建等諸正人為伍，則其人又可知。”起為湖廣布政使司參政、兵備岳州，升湖廣按察使，調福建按察使，當時山海寇盜叵測，新任福建巡撫鄒維璉未習當地事，投誠者疑慮觀望，聞沈萃楨至，說：“沈公來，吾屬無虞矣。”委心歸順，危疆以安，賜金加俸一級，升湖廣右布政使，以親老乞歸。

## 家族
弟沈杞楨。子沈日昆，字以白，號丸掌，崇禎十二年舉人，沈靜恬雅，無貴介氣，弗計家人產。順治初年授教諭，未仕卒。孫沈岸登。

## 引用
1. ↑  萬曆四十七年二月，南兵部郎中沈萃楨知直隸蘇州府。
2. ↑  天啟二年二月，升蘇州府知府沈萃楨為福建按察司副使分巡興泉道。
3. ↑  《平湖縣志》